# 古德爾 (愛荷華州)
古德爾（英語：Goodell）是一個位於美國愛荷華州漢考克縣的城市。

## 地理
古德爾的座標為42°55′25″N 93°36′51″W / 42.92361°N 93.61417°W，而該地的平均海拔高度為379米（即1243英尺）。

## 人口
根據2010年美國人口普查的數據，古德爾的面積為1.11平方千米，當中陸地面積為1.11平方千米，而水域面積為0.00平方千米。當地共有人口139人，而人口密度為每平方千米125人。